# Deportivo Hidro
Deportivo Hidro ist ein mexikanischer Frauenfußballverein mit angeschlossener Fußballschule für Jungen und Mädchen in Aguascalientes, der Hauptstadt des gleichnamigen Bundesstaates.

## Vereinsname
Der Vereinsname Hidro, eine Kurzbezeichnung für Hidrocálidos, leitet sich vom Spitznamen der Stadtbewohner ab, der Bezug nimmt auf die hiesigen Thermalquellen, die der Stadt einst ihren Namen gaben (Aguas Calientes = Heißes Wasser).

## Geschichte
Die Frauenmannschaft erreichte in der Apertura 2016 die Finalspiele um die mexikanische Frauenfußballmeisterschaft gegen Río Soccer, den „Serienmeister“ der vergangenen Spielzeiten. Das Hinspiel mit Heimvorteil wurde am 26. November 2016 auf dem Fußballplatz des 1959 eröffneten Centro Deportivo Ferrocarrilero ausgetragen. Río Soccer gewann die Finalspiele und somit die Meisterschaft zum vierten Mal in Folge.